# Karl Gramberg
Karl Gramberg (* 1922 in Aurich; † 1997 oder 1998) war ein ostfriesischer Maler und Grafiker.
In Aurich geboren erlernte „Kalli“, so sein Spitzname, schon früh vom Vater Enno Gramberg die Kunst des Malens. Ebenso wie Karl wurde auch seinem ein Jahr jüngeren Bruder Gerd (1923–2013) die Malerei in die Wiege gelegt. Beide Brüder entwickelten ihre eigenen Malstile, Karl malte graphischer, in Gerd entwickelte sich ein expressionistischer Malstil. Während Karl vorzugsweise Gemälde in Öl oder Tempera mit ostfriesischen Motiven schuf, malte Gerd verstärkt im Oldenburger Land (dort war er als Vermessungsingenieur der Katasterbehörde tätig) und an verschiedenen Orten an der Küste. Karl Gramberg widmete sich nach seinem Ruhestand 1984 der Geschichte seiner geliebten Heimatstadt und schrieb drei Bücher. Nur zwei Tage nach seinem 76. Geburtstag erlitt Karl Gramberg auf dem Bahnhof in Leer einen Schlaganfall. Sein Bruder Gerd lebte zurückgezogen in Oldenburg. Ein Augenleiden zwang ihn, die Malerei in den späten 90er Jahren aufzugeben. Anlässlich seines 85. Geburtstages im November 2008 veranstaltete seine Heimatstadt Aurich eine große Ausstellung mit Werken der Künstlerfamilie Gramberg.